# Gribov, Stropkov
Gribov este o comună slovacă, aflată în districtul Stropkov din regiunea Prešov. Localitatea se află la altitudinea de 278 m deasupra n.m., se întinde pe o suprafață de 7,94 km2 și în 2017 număra 191 de locuitori.

## Istoric
Localitatea Gribov este atestată documentar din 1414.

## Demografie
| An:                | 1994 | 2004   | 2014   | 2024   |
| ------------------ | ---- | ------ | ------ | ------ |
| Număr de persoane: | 195  | 191    | 201    | 185    |
| Diferență:         |      | −2,05% | +5,23% | −7,96% |

| An:                | 2023 | 2024   |
| ------------------ | ---- | ------ |
| Număr de persoane: | 183  | 185    |
| Diferență:         |      | +1,09% |